# Giacomo Pallotti
Giacomo Pallotti (Bologna, 6 febbraio 1897 – Monte Badenecche, 4 dicembre 1917) è stato un militare italiano, decorato di Medaglia d'oro e Medaglia d'argento al valor militare nel corso della prima guerra mondiale.

## Biografia
Nacque a Bologna il 6 febbraio 1897, figlio di Angelo, di professione avvocato, e Vittoria Lodi. Iscrittosi alla facoltà di giurisprudenza dell'università di Bologna, nel settembre 1916, in piena prima guerra mondiale, fu chiamato a prestare servizio militare nel Regio Esercito, arruolato nel battaglione aviatori. Nel giugno 1917 venne inviato alla Regia Accademia Militare di Fanteria e Cavalleria di Modena per frequentare il corso per ufficiali di complemento, al termine del quale, nel mese di settembre, fu nominato Aspirante ufficiale in forza al 6º Reggimento bersaglieri. Inviato al fronte sull'altopiano della Bainsizza, dove un mese dopo si distinse durante la fasi di ripiegamento delle forze del Regio Esercito dall'Isonzo al Piave, combattendo in retroguardia per contrastare passo dopo passo l'avanzata del nemico. Distintosi nelle azioni sul Globocak, sul Corada, a Pradamano, e durante il combattimento del 28 ottobre 1917, venne insignito di una Medaglia d’argento al valore militare per avere debellato, di propria iniziativa, un pericoloso tentativo di aggiramento del battaglione da parte del nemico, sorprendendo le truppe avversarie con il tiro di una mitragliatrice piazzata, sul tetto di una casa. Promosso sottotenente nei primi giorni del mese di novembre, il 20 dello stesso mese venne trasferito sull'altipiano di Asiago per contrastare l'imminente offensiva austro-germanica. Preceduto da un intenso bombardamento, la mattina del 4 dicembre la fanteria austro-ungarica partì all'attacco riuscendo, nonostante l'accanita resistenza opposta dai reparti del 6º Reggimento bersaglieri, a raggiungere le posizioni di Monte Badenecche. Alla testa del suo plotone egli andò all'attacco alla baionetta, arrivando a rioccupare la posizione perduta, ma cadendo colpito a morte. Per onorarne il coraggio fu decretata la concessione della Medaglia d'oro al valor militare alla memoria, e nel gennaio 1919 gli fu concessa la laurea ad honorem in giurisprudenza.

### Fonti
1. 1 2 3 4 5 6 7 8  Fiamma Cremisi n.3, maggio-giugno 2017, p. 10.
2. 1 2 3 4 5 6  Combattenti Liberazione.
3. ↑  Sito web del Quirinale: dettaglio decorato.